# 성 삼위일체 대성당 (드니프로)

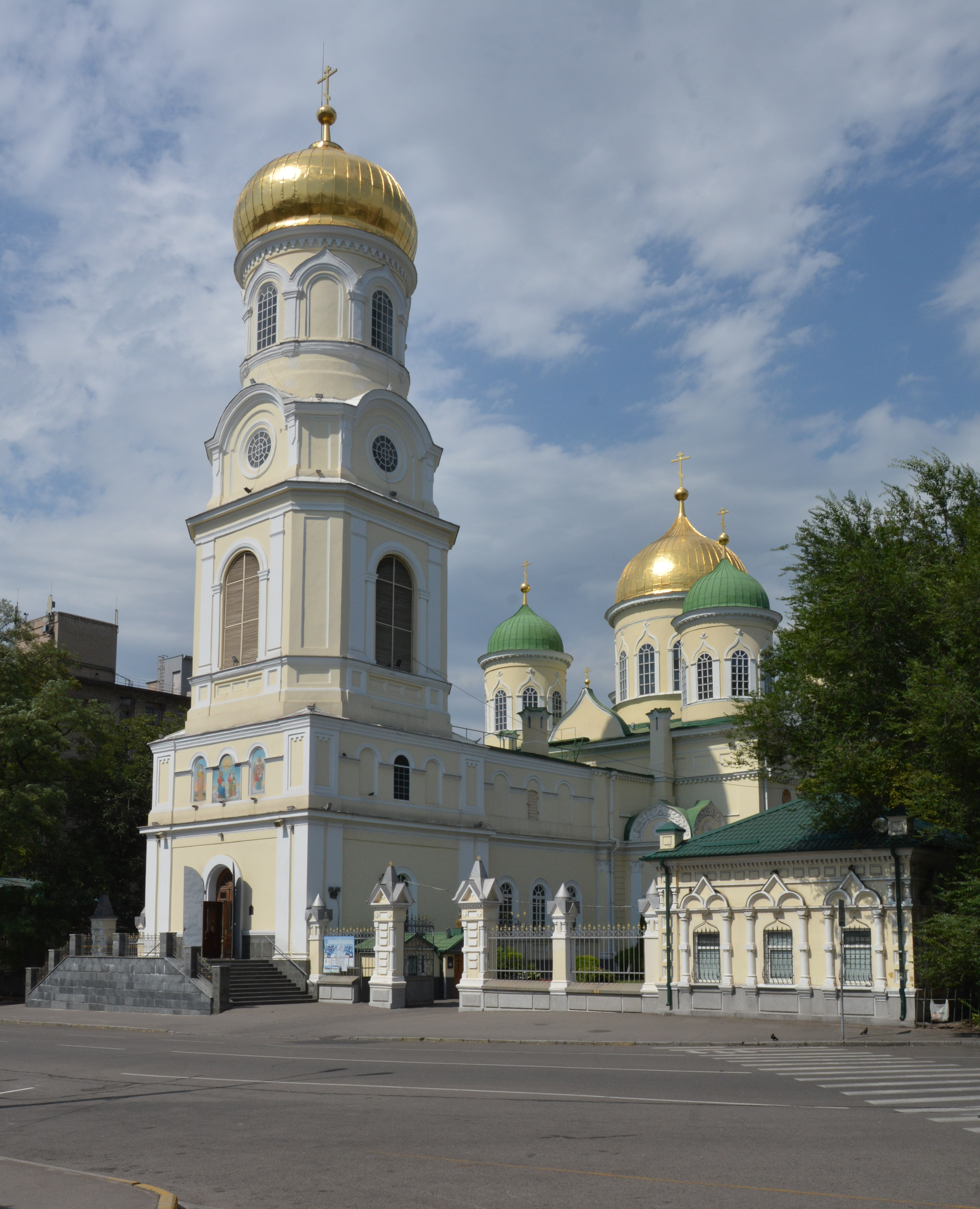
성 삼위일체 대성당

성 삼위일체 대성당(우크라이나어: Свято-Троїцький собор)는 우크라이나 드니프로에 위치한 모스크바 총대주교좌 우크라이나 정교회 성당이다.

## 역사
성 트로이츠키 성당은 카잔의 성모에게 봉헌하기 위해 최초의 도시 교회가 있던 자리에 세워졌다. 1791년 1월 15일에 작은 목조 교회가 붕괴되면서 도시의 상인들은 상트페테르부르크에서 활동하던 건축가인 루트비히 샤를마뉴, 가정 교회를 설계한 건축가인 표트르 비스콘티에게 새로운 성당 건설할 것을 제안했고 건축가들은 새로운 교회 건설 계획에 착수하게 된다.
1837년에 새로운 성당이 봉헌되었고 1862년에는 종탑 공사가 시작되었다. 이 건물은 당시 예카테리노슬라프에서 가장 높은 건물로 여겨졌다. 19세기 말에는 성당의 건물과 종탑이 서로 연결되었고 나중에 교구 저택과 교구 산하 학교가 건립되었다. 19세기 후반에는 이 성당이 예카테리노슬라프 교구의 교회 역할을 했고 3명의 사제, 1명의 집사, 여러 명의 시편 독자가 이 곳에 거주했다.
1900년대 후반에는 대대적인 수리가 진행되었지만 1930년대에 진행되었던 소련 정부의 종교와의 투쟁 운동 과정에서 성당이 폐쇄되었다. 특히 교회당의 담장은 계단을 만들기 위해 절단되었고 성당 내부에 있던 그림들은 기온 변화, 먼지로 인해 큰 피해를 입었다. 제2차 세계 대전이 진행 중이던 1941년에 독일 군대가 드니프로페트로우스크를 점령하면서 예배가 재개되었다.
1944년부터 복원과 보수 공사가 진행되면서 드니프로페트로우스크 교구가 재편성되었고 성당은 주교좌 소유가 되었다. 1956년부터 주요 복원 공사가 재개되었고 1993년에는 성당의 외부·내부 장식 개선, 주변 지역의 개선 공사가 진행되성다.